# Patis (botanica)
Patis Ohwi, 1942 è un genere di piante erbacee o arbustive della famiglia delle Poacee. È l'unico genere della sottotribù denominata provvisoriamente "Stipeae (Clade II)".

## Etimologia
Il nome del genere è un anagramma del nome  di un altro genere della stessa tribù (Stipa). Il nome scientifico del genere è stato definito dal botanico orientale Jisaburo Ohwi (1905-1977) nella pubblicazione "Acta Phytotaxonomica et Geobotanica." (Acta Phytotax. Geobot. 11(3): 181. 1942) del 1942.

## Descrizione

### Portamento
Il portamento delle specie di questo genere è perenne cespitoso con corti rizomi. In queste piante non sono presenti i micropeli. Massima altezza: 100 cm.

### Foglie
Le foglie lungo il culmo sono disposte in modo alterno, sono distiche e si originano dai vari nodi. Sono composte da una guaina, una ligula e una lamina. Le venature sono parallelinervie. Non sono presenti i pseudopiccioli e, nell'epidermide delle foglia, le papille. Le foglie basali sono assenti o minori di 2 cm.
- Guaina: la guaina è abbracciante il fusto e priva di auricole.
- Ligula: la ligula è membranosa e a volte è cigliata.
- Lamina: la lamina ha delle forme generalmente lineari o lanceolate. Le foglie cauline sono lunghe più di 10 cm e larghe più di 5 mm.

### Infiorescenza

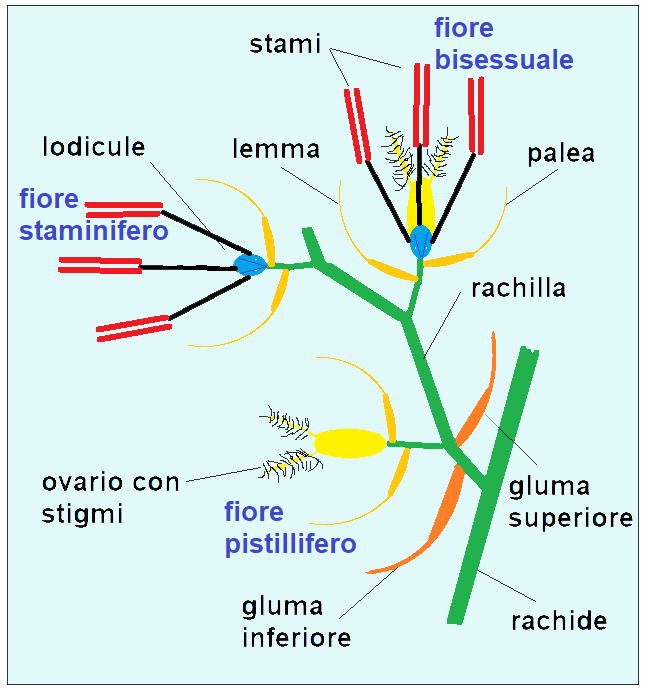
Spighetta generica con tre fiori diversi

- Infiorescenza principale (sinfiorescenza o semplicemente spiga): le infiorescenze, ascellari e terminali, in genere non sono ramificate e sono formate da alcune spighette (2 - 4 spighette fertili) ed hanno la forma di una pannocchia aperta. La fillotassi dell'inflorescenza inizialmente è a due livelli, anche se le successive ramificazioni la fa apparire a spirale.
- Infiorescenza secondaria (o spighetta): le spighette, compresse dorsoventralmente o affusolate, pedicellate, sottese da due brattee distiche e strettamente sovrapposte chiamate glume (inferiore e superiore), sono formate da un fiore (senza estensione della rachilla). Possono essere presenti dei fiori sterili; in questo caso sono in posizione distale rispetto a quelli fertili. Alla base di ogni fiore sono presenti due brattee: la palea e il lemma. La disarticolazione avviene a maturità con la rottura della rachilla sotto ogni fiore fertile. Il colore delle spighette è verde-giallastro, grigio-verde o verde-scuro, senza colorazione antocianica.

- Glume: le glume sono persistenti, più corte o lunghe come il fiore; hanno inoltre delle venature trasversali.
- Plaea: la palea, un profillo, ha due venature ed è cigliata e pubescente.
- Lemma: i margini del lemma sono sovrapposti; la forma è lanceolata con apici sono acuti; a volte è pubescente.

### Fiori
I fiori fertili sono attinomorfi formati da 3 verticilli: perianzio ridotto, androceo  e gineceo.
- Formula fiorale:[5]

- , P 2, A (1-)3(-6), G (2–3) supero, cariosside.

- Il perianzio è ridotto e formato da tre lodicule, delle squame traslucide, poco visibili (forse relitto di un verticillo di 3 sepali). Le lodicule sono membranose e non vascolarizzate.

- L'androceo è composto da 3 stami ognuno con un breve filamento libero, una antera sagittata e due teche. Le antere sono basifisse con deiscenza laterale. Il polline è monoporato. Lunghezza delle antere: 7 mm.

- Il gineceo è composto da 3-(2) carpelli connati formanti un ovario supero. L'ovario, glabro, ha un solo loculo con un solo ovulo subapicale (o quasi basale). L'ovulo è anfitropo e semianatropo e tenuinucellato o crassinucellato. Lo stilo, breve, è unico con due stigmi papillosi e distinti.

### Frutti
I frutti sono del tipo cariosside, ossia sono dei piccoli chicchi indeiscenti, con forme ovoidali, nei quali il pericarpo è formato da una sottile parete che circonda il singolo seme. In particolare il pericarpo è fuso al seme ed è aderente. L'endocarpo non è indurito e l'ilo è lungo e lineare. L'embrione è piccolo e provvisto di epiblasto ha un solo cotiledone altamente modificato (scutello senza fessura) in posizione laterale. I margini embrionali della foglia non si sovrappongono.

## Biologia
Come gran parte delle Poaceae, le specie di questo genere si riproducono per impollinazione anemogama. Gli stigmi più o meno piumosi sono una caratteristica importante per catturare meglio il polline aereo. 
La dispersione dei semi avviene inizialmente a opera del vento (dispersione anemocora) e una volta giunti a terra grazie all'azione di insetti come le formiche (mirmecoria).

## Distribuzione e habitat
La distribuzione del genere è relativa all'Asia orientale e al Nord America orientale.

## Tassonomia
La famiglia delle Poacee comprende circa 800 generi e oltre 9.000 specie. È una delle famiglie più numerose e più importanti del gruppo delle monocotiledoni. La famiglia è suddivisa in 12 sottofamiglie, questo gruppo fa parte della sottofamiglia Pooideae (tribù Stipeae).

### Specie
Il genere comprende le seguenti tre specie:
- Patis coreana (Honda) Ohwi, 1942
- Patis obtusa (Stapf) Romasch., P.M. Peterson & R. J. Soreng, 2011
- Patis racemosa (Sm.) Romasch., P.M. Peterson & R. J. Soreng, 2011

Le tre specie in precedenza erano descritte rispettivamente nei generi: Stipa, Piptatherum e Oryzopsis.

### Chiavi analitiche per le specie
Per meglio comprendere ed individuare le varie specie del genere l’elenco seguente utilizza in parte il sistema delle chiavi analitiche (vengono cioè indicate solamente quelle caratteristiche utili a distingue una specie dall'altra).
- Gruppo 1A: l'infiorescenza a pannocchia è aperta o lassa; i margini dei lemmi sono separati rendendo visibile la palea;

- Patis racemosa

- Gruppo 1B: l'infiorescenza a pannocchia è contratta; i margini dei lemmi sono sovrapposti rendendo invisibile la palea;

- Gruppo 2A: il lemma ha una forma cilindrica, a maturità è colorato di marrone scuro ed è lungo 1/3 della glume (lunghezza 4-5 mm); le glume hanno delle forme lanceolate con apici acuminati;

- Patis coreana

- Gruppo 2B: il lemma ha una forma ellittica, a maturità è colorato di giallastro o fulvo (lunghezza 10-12 mm); le glume hanno delle forme obovate con apici arrotondati;

- Patis obtusa

### Filogenesi
Questo genere forma un clade, o sottotribù, denominata provvisoriamente "Stipeae (Clade II)", e insieme ad altri 6 cladi forma la tribù Stipeae Dumort.. La tribù Stipeae fa parte della supertribù Stipodae L. Liu, 1980. La supertribù Stipodae è il quarto nodo della sottofamiglia Pooideae ad essersi evoluto (gli altri tre sono la tribù Brachyelytreae, e le supertribù Nardodae e Melicodae). Questo genere è stato recentemente (2011) reinserito nella tribù Stipeae trasferendo alcune specie dai generi Oryzopsis o Piptatherum. La monofilia del genere è abbastanza supportata e potenzialmente Patis potrebbe formare, secondo alcune indicazioni derivate da studi molecolari, con il genere Piptatherum un "gruppo fratello".
Da un punto di vista evolutivo il genere ha avuto probabilmente inizio circa 13 milioni di anni fa in seguito a eventi di introgressione (con proto-specie del genere Oryzopsis) nell'Asia orientale. Da questa prima linea evolutiva si è separata, circa 9 milioni di anni fa, la specie P. obtusa. Un altro evento di introgressione (con proto-specie del genere Ptilagrostis di derivazione nord americana) si è verificato 5 milioni di anni fa. Quindi, 4,3 milioni di anni fa, la specie P. coreana si è separata dalla specie P. racemosa (quest'ultima poi è emigrata in Nord America).
In questo genere è presente la seguente sinapomorfia: le foglie basali sono assenti o minori di 2 cm.
Il numero cromosomico del gruppo è: 2n = 46 e 48.